# Dindon Cröllwitzer
Le dindon Cröllwitzer est une race de dindon de petite taille au plumage bicolore : l'ensemble du plumage est blanc, chaque plume à son extrémité est marquée d'une barre noire transversale suivie d'un étroit liséré blanc.

## Origine
Ce dindon trouve son origine dans le croisement de la race de Ronquières (Belgique) et de races locales saxonnes, dans la région de Halle-sur-Saale. 

## Description

### Standard

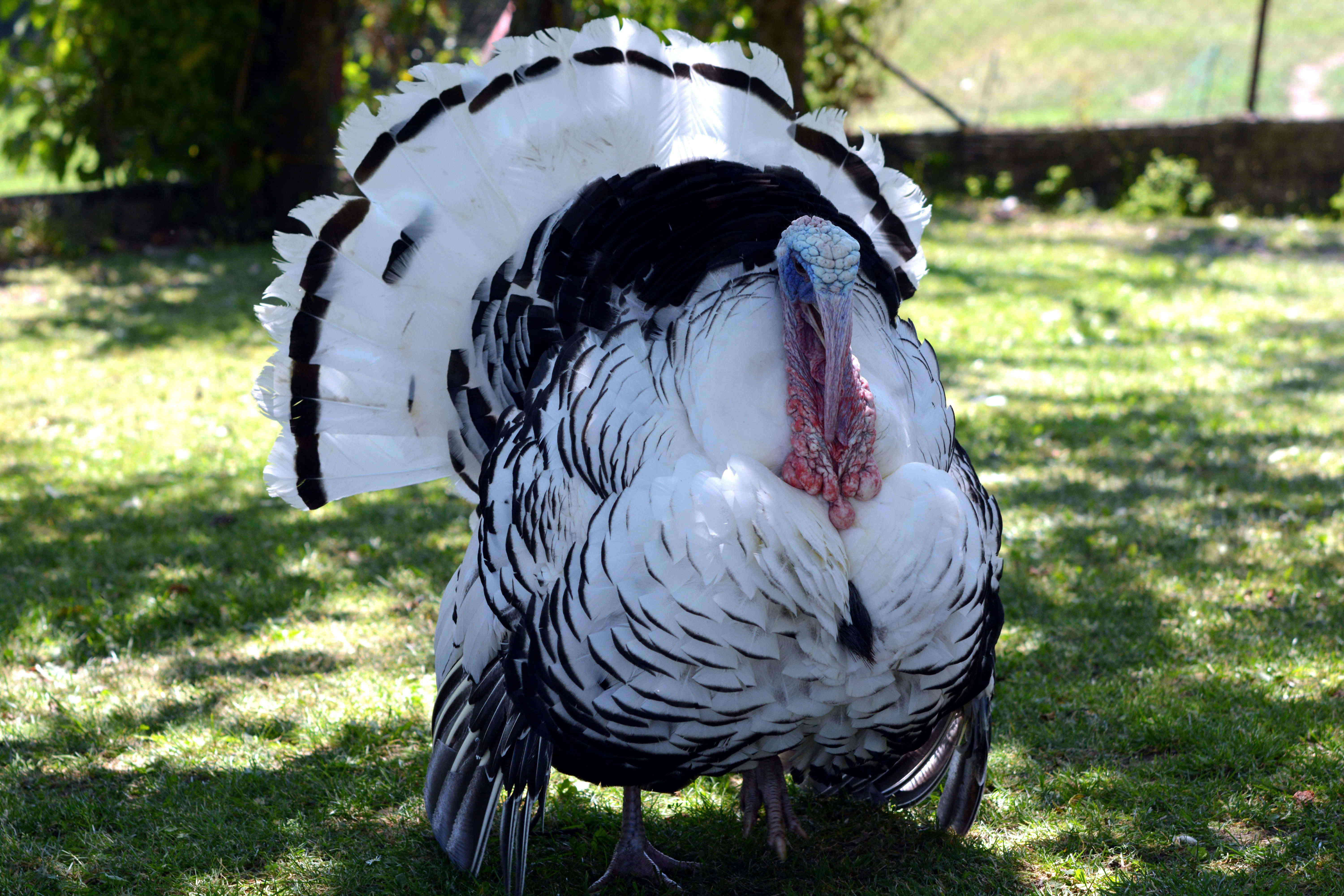
Dindon Cröllwitzer.

- Dindon: 6 à 8 kg
- Dinde: 4 à 5 kg

## Confusion possible
Le dindon royal bleu possède les mêmes caractéristiques de plumage, où les barres noires en bout de plumes sont cependant remplacées par du bleu. Très rare.